# Pholiota aurivella
Pholiota aurivella är en svampart som först beskrevs av August Johann Georg Karl Batsch, och fick sitt nu gällande namn av Paul Kummer 1871. Pholiota aurivella ingår i släktet tofsskivlingar och familjen Strophariaceae.   Inga underarter finns listade i Catalogue of Life.
I den svenska databasen Dyntaxa används istället namnet Pholiota cerifera för samma taxon.  Arten är reproducerande i Sverige.